# Myrdal (järnvägsstation)

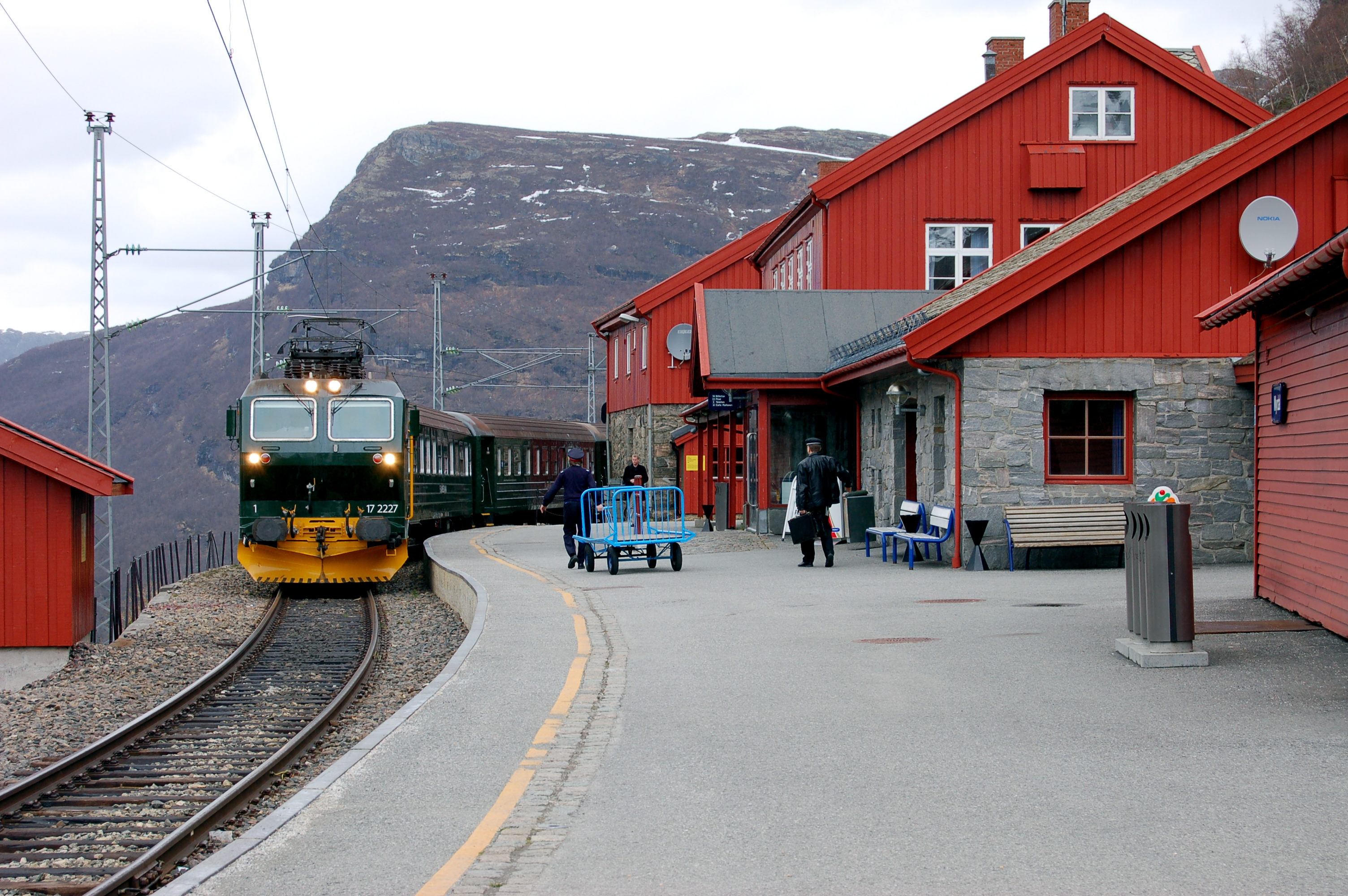
Myrdal station

Myrdal är en järnvägsstation i Aurlands kommun i Norge på Bergensbanen mellan Bergen och Oslo. Från Myrdal utgår sidobanan Flåmsbanan som förbinder Bergensbanan med Flåm vid en sidogren av Sognefjorden. 
Stationen öppnade 1908 och ligger 866,8 meter över havet. Det saknas vägförbindelse, förutom den gamla rallarvägen över Hardangervidda och genom Flåmsdalen som används som cykelväg under sommarmånaderna.